# ツェッテルカステン

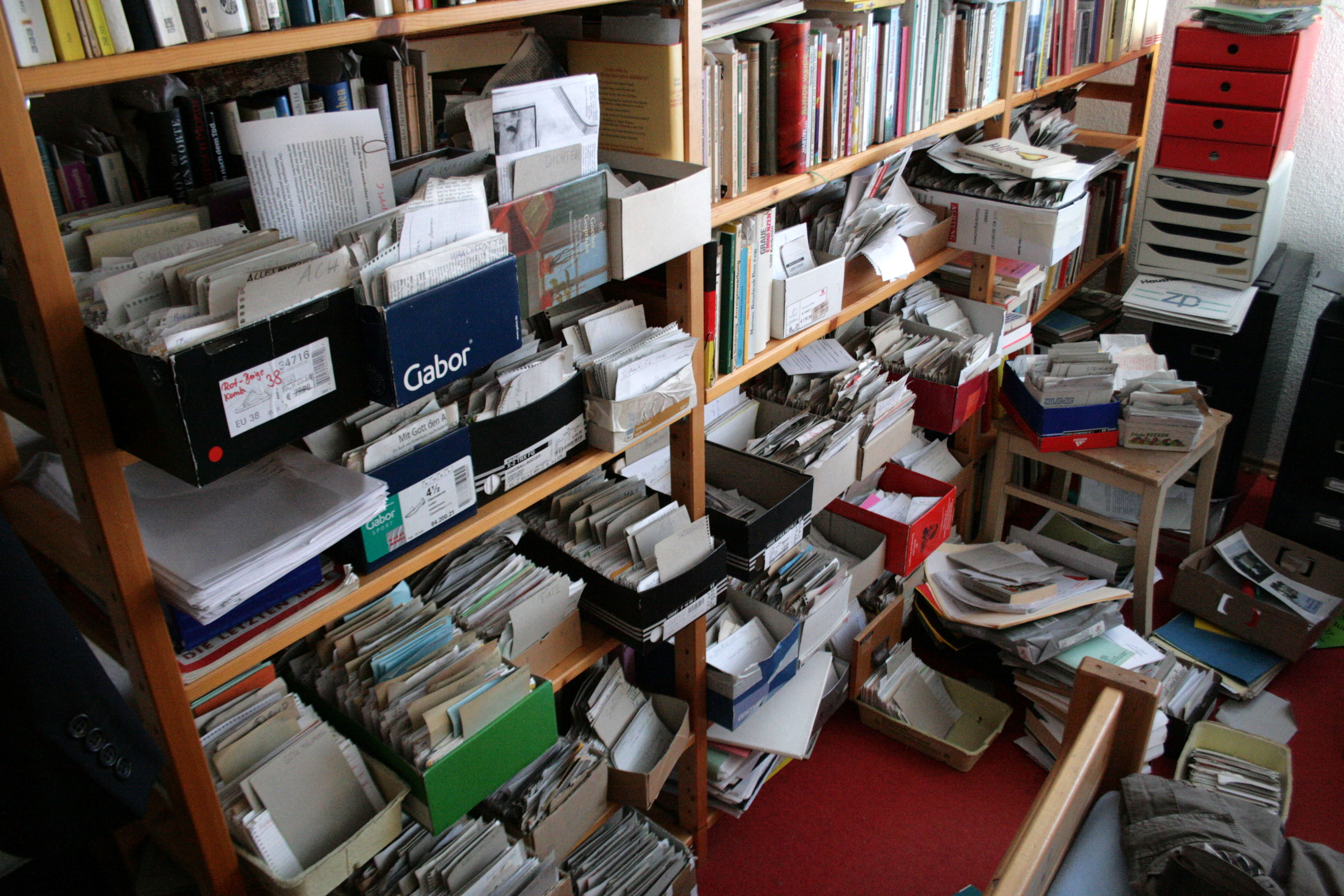
物理的なZettelkastenのイメージ

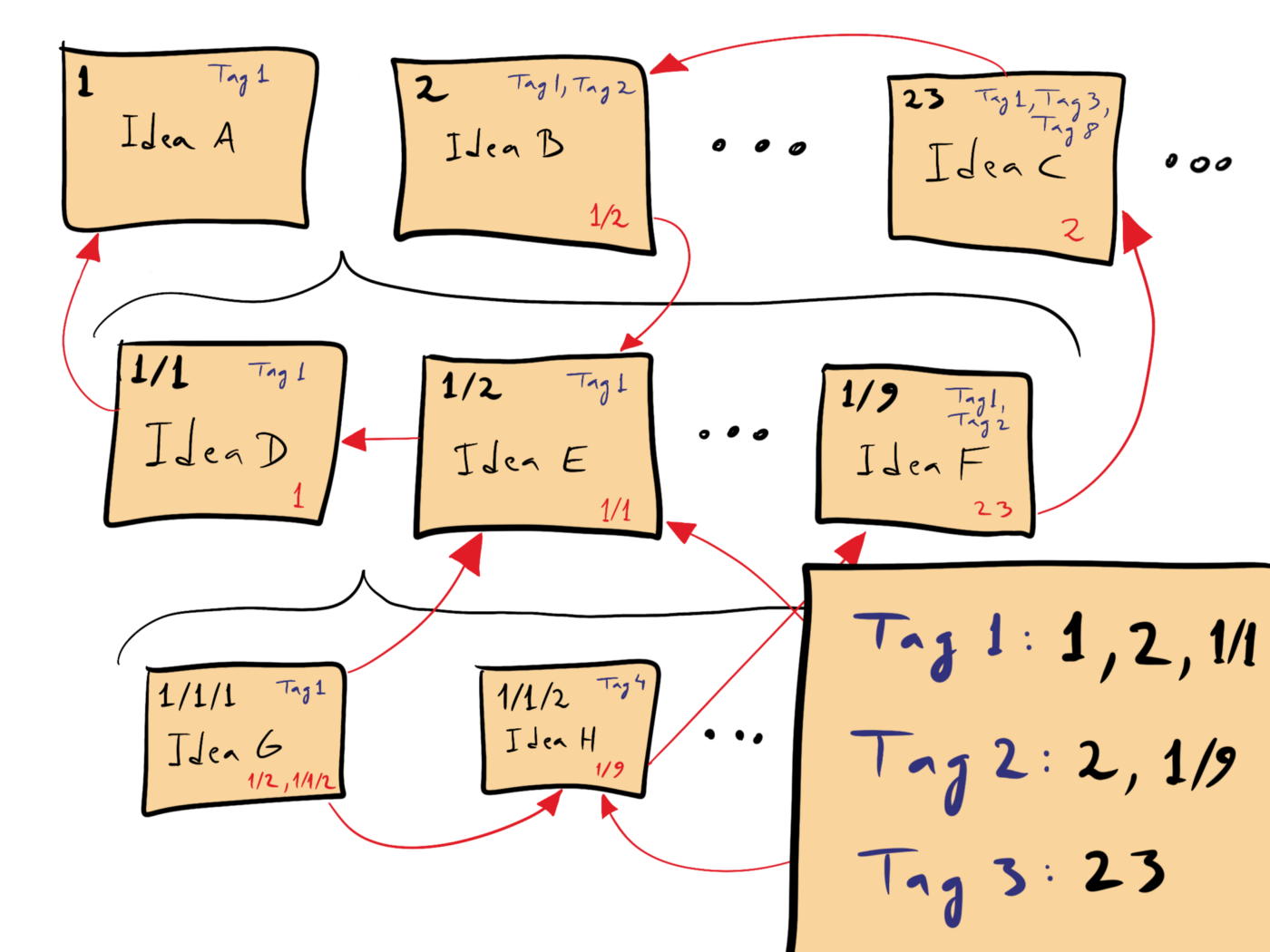
個人の知識管理のためのカードファイルは、番号、タグ（青）と他のノートへの相互参照（赤）を含むメモから構成される。タグインデックス（右下）により、トピックごとの相互参照が可能になる。

ツェッテルカステン (Zettelkasten) は、社会学者のニクラス・ルーマン（Niklas Luhmann）が開発した情報管理システム。
紙のカード、又はそれに類似する電子的なメモに保存されている小さな情報群で構成されており、見出しや数字、タグなど、その他のメタデータを通じて相互にリンクされている構造を取る。

## 解説
研究、学習、執筆のためのメモや個人の知識管理システムとして使用されている。
Zettelkastenを多用したことで知られるドイツの社会学者ニクラス・ルーマンは、生涯で約 90,000 枚の索引カードからなるZettelkastenを構築しており、約 50 冊の本と 約550 の寄稿を執筆した。ニクラス・ルーマンのZettelkastenはビーレフェルト大学主導のもと、デジタルアーカイブを作成するプロジェクトが存在する。

## 個人での知識管理
研究、学習、執筆に使用されるZettelkastenは、多くの個別のメモで構成される。メモはアイデアやその他の短い情報を思いついたり、取得したりしたときに書き留められ、階層的に番号を付けるなど、メモを取る人がメモを相互に関連付けることができるメタデータが含まれている。 たとえば、メモの件名、見出しやタグが含まれ、他のメモを参照する場合もある。メモの番号付け、メタデータ、形式および構造は、メモを管理するシステムに応じて変化する。
このシステムは、研究者が研究に関連する情報を保存および検索できるようにするだけでなく、創造性を高めるために長い間使用されてきた。
Zettelkasten法は伝統的に紙のインデックスカードを用いた知識管理とメモ取りの方法であるが、現代では多くのデジタルアプリケーションがこのシステムを取り入れている。個人の研究や学習、執筆活動を支援するこれらのメモ管理アプリは、ユーザーが情報を電子的な「スリップ」として保存し、相互にリンクさせることを可能にする。結果として、個々のアイデアや情報が有機的に結びつき、思考の深化や創造的な洞察を促進される。

### 現代のメモ管理アプリによるZettelkasten法の使用例
Zettelkasten法のデジタル化は、個人が自分の知識基盤を効率的に構築・拡張することを可能にする。例えば、「Obsidian」、「Roam Research」、「Zettlr」などのアプリケーションは、Zettelkasten法の原則を採用しており、ユーザーがテキストベースのノートを作成し、それらを相互にリンクする機能を提供する。また、「Notion」など、ノーコードツールによって構築している例もある。これらのアプリは、メタデータのタグ付け、ノート間の双方向リンク、インデックスの作成を容易にし、ユーザーが自分の思考や学習の過程を視覚的に追跡することを支援する。
デジタルZettelkasten法を利用する主な利点は、情報へのアクセス性と組織化の柔軟性である。ユーザーは、デバイスを問わずいつでも自分の知識データベースにアクセスでき、検索機能を使って必要な情報を迅速に見つけることが可能である。さらに、ノートを再構成したり、新しいアイデアや情報が得られたときにそれを既存のネットワークに統合するプロセスは、物理的なインデックスカードを使用する方法よりもはるかに迅速かつ柔軟である。
これらのデジタルツールの使用は、研究者、学生、作家だけでなく、あらゆる分野の専門家にとって有益である。彼らは、Zettelkasten法を用いて自分の知識を構造化し、新しい洞察を生み出し、複雑なプロジェクトや論文の準備を支援することができる。結果として、Zettelkasten法は、紙ベースのシステムからデジタルアプリケーションへと進化し、知識管理と創造的な作業のための現代的かつ強力なツールとなっている。